# Records
| Recensione | Giudizio |
| ---------- | -------- |
| AllMusic   |          |

Records è la prima raccolta del gruppo anglo-statunitense Foreigner, pubblicata nel 1982 sulla scia del successo ottenuto dalla band con l'album 4 l'anno precedente.
La raccolta comprende i maggiori successi estratti dai primi quattro album dei Foreigner. Si tratta del disco più venduto in assoluto dal gruppo insieme a 4. È stato certificato sette volte disco di platino dalla RIAA per le vendite negli Stati Uniti.

## Tracce
Tutte le canzoni sono state composte da Lou Gramm e Mick Jones, eccetto dove indicato.
1. Cold as Ice – 3:19
2. Double Vision – 3:29
3. Head Games – 3:37
4. Waiting for a Girl Like You – 4:35
5. Feels Like the First Time – 3:28 (Jones)
6. Urgent – 3:57 (Jones)
7. Dirty White Boy – 3:13
8. Juke Box Hero – 4:03
9. Long, Long Way From Home – 2:47 (Jones, Gramm, McDonald)
10. Hot Blooded – 6:55

Con l'eccezione di Head Games e la versione live di Hot Blooded, tutte le tracce incluse nella raccolta sono versioni editate delle canzoni originali incluse nei rispettivi album di appartenenza.
Nella versione disponibile su iTunes, la traccia Hot Blooded appare nella versione in studio e non in quella live.

## Formazione
- Lou Gramm – voce, percussioni
- Mick Jones – chitarra acustica, basso, chitarra, pianoforte, cori, Fender Rhodes
- Ian McDonald - chitarra, corno, tastiere, cori (tracce 1, 2, 3, 5, 7 e 9)
- Al Greenwood – sintetizzatori, tastiere (tracce 1, 2, 3, 5, 7 e 9)
- Ed Gagliardi – basso, cori (tracce 1, 5 e 9)
- Rick Wills – basso, cori (tracce 2, 3, 4, 6, 7 e 8)
- Dennis Elliott – batteria

### Altri musicisti
- Thomas Dolby – sintetizzatori principali (tracce 4, 6 e 8)
- Larry Fast – sintetizzatori (traccia 8)
- Michael Fonfara – tastiere (traccia 6)
- Robert John "Mutt" Lange, Ian Lloyd – cori (tracce 4, 6 e 8)
- Bob Mayo – chitarra, tastiere, cori (traccia 4)
- Mark Rivera – sassofono, cori (tracce 6 e 9), clavinet (traccia 9)
- Junior Walker – sassofono tenore (traccia 6)